# Kanton Randan
Kanton Randan (fr. Canton de Randan) je francouzský kanton v departementu Puy-de-Dôme v regionu Auvergne. Tvoří ho 10 obcí.

## Obce kantonu
- Bas-et-Lezat
- Beaumont-lès-Randan
- Mons
- Randan
- Saint-André-le-Coq
- Saint-Clément-de-Régnat
- Saint-Denis-Combarnazat
- Saint-Priest-Bramefant
- Saint-Sylvestre-Pragoulin
- Villeneuve-les-Cerfs